# Thomas Jefferson
Thomas Jefferson (13. travnja 1743. – 4. srpnja 1826.) bio je jedan od osnivača Sjedinjenih Američkih Država, glavni autor Deklaracije o nezavisnosti (1776.) i treći Predsjednik SAD-a (1801. – 1809.). Na početku Američke revolucije, služio je u kontinentalnom kongresu predstavljajući državu Virginiju, a nakon toga služio je i kao ratni guverner Virginije (1779. – 1781.). Nakon što je rat okončan sredinom 1784. godine Jefferson je postao diplomat u Parizu. U svibnju 1785. godine postao je američki ministar u Francuskoj. Jefferson je bio prvi Državni tajnik SAD-a (1790. – 1793.) služeći pod vodstvom tadašnjeg Predsjednika Georgea Washingtona. Sa svojim bliskim prijateljem Jamesom Madisonom stvorio je demokratsko-republikansku stranku te kasnije dao ostavku iz Washingtonovog kabineta. Godine 1796. izabran je za Potpredsjednika SAD-a nakon što je izgubio utrku za Predsjednika od Johna Adamsa. Jefferson i Adams nisu se slagali, pa je Jefferson zajedno s Madisonom u tajnosti napisao Rezolucije Kentuckyja i Virginije.
U onome što je sam nazvao Revolucijom 1800. godine, Jefferson je izabran za Predsjednika SAD-a te je nadzirao kupnju ogromnog dijela teritorija današnje države Louisiana od Francuske (1803. godine), a također je poslao i ekspediciju Lewis i Clark (1804. – 1806.) da istraže područja novog zapada. Njegov drugi mandat uglavnom su označile nevolje poput propalog suđenja za izdaju njegovog bivšeg Potpredsjednika Aarona Burra. Uz eskalirajuće probleme s Britanijom koja je optuživala Ameriku zbog neutralnosti i prijetila obustavom dostave putem mora, u gospodarskom ratu koji je uslijedio pokušao se boriti nizom Zakona o embargu koje je donio, a koji su samo dodatno naškodili američkoj trgovini. Godine 1807. Predsjednik Jefferson je u Zakon stavio članak o zabrani uvoza robova u Sjedinjene Države. Premda se u znanstvenim istraživanjima i školskim udžbenicima Jefferson i danas smatra jednim od najvećih američkih predsjednika, od druge polovice 20. stoljeća mnogi povjesničari su ga učestalo kritizirali upravo zbog pitanja ropstva.
Kao jedan od vođa razdoblja Prosvjetiteljstva, Jefferson je bio polimat koji je tečno govorio pet jezika i bio zainteresiran za područja znanosti, izuma, arhitekture, religije i filozofije, a koji će ga svi dovesti do osnivanja Sveučilišta u Virginiji nakon što mu završi drugi mandat za Predsjednika SAD-a. Sam je dizajnirao svoju veliku palaču na imanju koje se prostiralo na 5 tisuća jutara u Charlottesvilleu (država Virginia), a koju je nazvao Monticello. Premda nije bio jak govornik, Jefferson je bio vješt pisac i često se dopisivao s mnogim uglednim ljudima u Americi i Europi tijekom svog odraslog života.
Iako je u svom vlasništvu držao stotine robova, Jefferson se tijekom cijelog svog života službeno i privatno protivio instituciji ropstva smatrajući kontradiktornim ideje o zajedničkom ropstvu i slobodi te njihove nekompatibilnosti s glavnom idejom Američke revolucije. Ipak, povjesničari su se često nalazili na suprotnim stranama u vezi Jeffersonove posvećenosti i iskrenosti o antiropstvu. Nakon što je Martha Jefferson umrla 1782. godine (njegova supruga s kojom se nalazio u braku 11 godina), Jefferson je do kraja života ostao udovac; u svojem braku imali su šestero djece od kojih je samo dvoje preživjelo do zrelih godina. Godine 1802. pojavile su se glasine da je Jefferson također otac djece Sally Hemings, njegove ropkinje. Godine 1998. DNK tekstom otkrivena je povezanost između posljednjeg djeteta i Jeffersonove obiteljske linije. Premda povjesničari ističu da potonji dokaz može ukazivati i na to da je netko drugi otac, većina je zaključila da je Jefferson imao dugogodišnju vezu s Hemings i da je upravo on otac najmanje jednog djeteta, a najvjerojatnije svih šestero djece, od kojih je četvero preživjelo do zrelih godina.

## Rani život i karijera
Kao treće od desetero djece, Thomas Jefferson rođen je 13. travnja 1743. godine u obiteljskoj kući u Shadwellu (država Virginia). Njegov otac bio je Peter Jefferson, vlasnik plantaže i nadzornik. Moguće je da Jefferson ima welško podrijetlo, premda to do danas nije sigurno dokazano. Njegova majka bila je Jane Randolph, kćerka Ishama Randolpha, kapetana broda i vlasnika plantaže. Peter i Jane oženili su se 1739. godine. Thomas Jefferson nije pokazivao pretjerani interes za svoje pretke; jedino je znao za postojanje svog djeda s očeve strane.
Prije svoje smrti 1745. godine, udovac William Randolph – stari prijatelj Petera Jeffersona – imenovao je Petera da bude upravitelj Tuckahoe plantaže te da se brine za njegovih četvero djece. Te godine obitelj Jefferson preselila se u Tuckahoe gdje će ostati živjeti narednih sedam godina prije povratka u Shadwell, 1752. godine. Peter Jefferson umro je 1757. godine, a imanje Jeffersonovih podijeljeno je između njegova dva sina: Thomasa i Randolpha. Thomas je naslijedio otprilike 5 tisuća jutara zemlje, uključujući i Monticello, te između 20 i 40 robova. Preuzeo je kontrolu nad imanjem nakon što je napunio 21 godinu života.

### Obrazovanje
Jefferson je svoje obrazovanje u djetinjstvu započeo pod vodstvom tutora. Godine 1752. započeo je pohađati lokalnu školu koju je vodio škotski prezbiterijanski svećenik. U dobi od devet godina života, Jefferson je započeo učiti latinski, grčki i francuski jezik; naučio je jahati konje i započeo je proučavati prirodu. Od 1758. do 1760. godine učio je pod okriljem Velečasnog Jamesa Mauryja blizu Gordonsvillea, država Virginia. Dok se družio s Mauryjevom obitelji, učio je povijest, znanost i klasiku.
U dobi od 16 godina života, Jefferson je započeo pohađati koledž William & Mary u Williamsburgu i tada je prvi put upoznao profesora prava Georgea Wythea koji će mu postati mentor i jako utjecati na njegov kasniji život. Profesor William Small, koji je upoznao entuzijastičnog Jeffersona s djelima autora poput Johna Lockea, Francisa Bacona i Isaaca Newtona, učio ga je matematici, metafizici i filozofiji. U to je vrijeme Jefferson također radio na poboljšanju svog znanja iz francuskog i grčkog te je svirao violinu. Kao marljiv učenik, Jefferson je pokazivao strastvenu znatiželju na gotovo svim područjima te diplomirao 1762. godine završivši studij za samo dvije godine. Dok je radio kao pravni službenik za Wythea, proučavao je pravo. U tom razdoblju također je čitao razne engleske klasične tekstove i upoznavao se s političkim radovima. Primljen je u odvjetničku komoru države Virginije 1767. godine.
Kroz cijeli svoj život Jefferson je učio iz raznih knjiga. Skupljao je na tisuće knjiga u svojoj knjižnici u Monticellu. Kada mu je umro otac Peter, Thomas je – skupa s još nekim drugim stvarima – naslijedio i knjižnicu. Većinu njegove kasnije knjižnice također su sadržavale i knjige koje mu je nakon svoje smrti u oporuci ostavio George Wythe. Nakon što su Britanci spalili kongresnu knjižnicu 1814. godine, Jefferson je ponudio na prodaju svoju kolekciju od preko šest tisuća knjiga po cijeni od četiri dolara po knjizi. Kasnije, nakon što je shvatio da više ne posjeduje većinu knjiga u kolekciji, napisao je pismo Johnu Adamsu u kojem je istaknuo: "Ne mogu živjeti bez knjiga." Uvijek željan znanja, Jefferson je gotovo instantno započeo kupovati nove knjige i nastavio čitati i učiti iz njih gotovo cijeloga života.

### Brak i obitelj
Nakon što je nekoliko godina radio kao putujući odvjetnik, Jefferson se oženio s 23-godišnjom udovicom Marthom Wayles Skelton, 1. siječnja 1772. godine. Martha Jefferson bila je atraktivna, elegantna i popularna među svojim prijateljima; često je bila Jeffersonova hostesa i upravljala je njihovim velikim zajedničkim imanjem. Imali su sretan brak; Martha je puno čitala, plela i na amaterskoj razini se bavila glazbom. Jefferson je svirao violinu, a Martha ga je pratila na glasoviru. Govorilo se da je privukla Thomasa prvenstveno zbog njihove zajedničke ljubavi prema glazbi.
 Tijekom njihovog desetogodišnjeg braka, Martha je rodila šestero djece: Marthu, zvanu Patsy (1772. – 1836.); Jane (1774. – 1775.); nikad imenovanog sina (1777.); Mary Wayles, zvanu Polly (1778. – 1804.); Lucy Elizabeth (1780. – 1781.) i Lucy Elizabeth (1782. – 1785.). Jedino su Martha i Mary preživjele do zrelih godina.
Nakon što John Wayles, Marthin otac, umro 1773. godine, ona i njezin suprug Jefferson naslijedili su njegovih 135 robova, 11 tisuća hektara zemlje i dugove njegovog imanja. Godinama su Jefferson i ostali nasljednici otplaćivali te dugove, a zbog svega je obitelj Jefferson upala u financijske probleme. Nedugo potom Martha Jefferson je obolila od dijabetesa, a učestala rađanja dodatno su pogoršavala njezino stanje. Nekoliko mjeseci nakon rođenja njihovog posljednjeg djeteta, u dobi od 33 godine života Martha je umrla (6. rujna 1782. godine). Jefferson je bio prisutan za vrijeme njezine smrti pored kreveta i cijeli ga je događaj izuzetno pogodio. Tijekom sljedeća tri tjedna, Jefferson se zatvorio u sobu gdje je hodao naprijed-natrag do točke fizičke iznemoglosti. Kasnije je išao u dugačke šetnje napuštenim cestama kako bi tugovao za suprugom. Kao što joj je i obećao prije smrti, nikada se nije ponovno oženio.

### Monticello
Godine 1768. Jefferson je započeo graditi svoju primarnu rezidenciju, Monticello, na vrhu brda, na plantaži koja se prostirala do 5 tisuća hektara. Rezidenciju su većinom izgradili lokalni zidari i tesari kojima su pomagali Jeffersonovi robovi. Jefferson se 1770. godine uselio u Južni paviljon gdje mu se dvije godine poslije pridružila i supruga Martha. Pretvorivši Monticello u remek-djelo neoklasicizma on je postao Thomasov dugotrajni projekt.
Dok je radio kao Ministar u Francuskoj između 1784. i 1789. godine, Jefferson je imao priliku vidjeti neke klasične građevine o kojima je čitao u svojim knjigama, a također je otkrio i "moderne" trendove u francuskoj arhitekturi koji su u to vrijeme posebno bili popularni u Parizu. Godine 1794., nakon što je prestao biti Državni tajnik (1790. – 1793.) započeo je ponovnu izgradnju Monticella temeljenu na svemu onome što je vidio u Europi. Pregradnja je trajala gotovo cijelo vrijeme dok je on bio Predsjednik SAD-a (1801. – 1809.). Najupečatljiviji dodatak građevini bila je izgradnja osmerokutne kupole.

### Odvjetnički posao
U kolonijalnoj državi Virginia, Jefferson je radio kao odvjetnik u razdoblju od 1768. do 1773. godine sa svojim prijateljem i mentorom Georgeom Wytheom. Lista njegovih klijenata uključivala je članove elitnih obitelji iz Virginije, uključujući i članove obitelji njegove majke, Randolphe. Uz to što se bavio pravom, Jefferson je u razdoblju od 11. svibnja 1769. godine do 20. lipnja 1775. godine predstavljao okrug Albemarle u Kući Burgesses u Virginiji. Nakon što je britanski Parlament 1774. godine donio Nepodnošljivi zakon (Intolerable Acts), Jefferson je napisao niz rezolucija protiv istog. Kasnije će te rezolucije biti proširene i postati ono što se danas zove A Summary View of the Rights of British America, a u kojima je Jefferson istaknuo svoje vjerovanje da ljudi imaju pravo upravljati samima sobom.

## Politička karijera od 1775. do 1800.

### Deklaracija o nezavisnosti
Ubrzo nakon što je izbio Američki rat za neovisnost, Jefferson je od lipnja 1775. godine započeo služiti kao delegat na Drugom kontinentalnom kongresu SAD-a. U samom Kongresu nije poznavao mnogo ljudi, ali se uglavnom slagao s Johnom Adamsom koji se skupa sa svojim rođakom Samuelom nametnuo kao vođa konvencije. Jefferson i Adams ubrzo su postali prijatelji i njihovo prijateljstvo potrajat će do kraja njihovih života; prijateljstvo je također dovelo do prve verzije Deklaracije o nezavisnosti koju je napisao upravo Jefferson. Kada je Kongres započeo razmišljati o prihvaćanju Rezolucije o nezavisnosti u lipnju 1776. godine, Adams se pobrinuo da upravo Jefferson bude izabran među petoricom onih koji će napisati Deklaraciju koja podupire njihovu rezoluciju. Nakon što su raspravili o generalnom sadržaju dokumenta, odbor je odlučio da će upravo Jefferson biti taj koji će napisati njegovu prvu verziju. Sam odbor, a pogotovo Jefferson, mislili su da Adams treba napisati dokument. Ipak, Adams je nagovorio odbor da izaberu Jeffersona koji je nevoljko pristao i obećao da će se konzultirati s mlađim članovima. Tijekom sljedećih sedamnaest dana, iako je imao ograničeno vrijeme za pisanje, Jefferson je uspio sastaviti prvu verziju. Konzultirajući se s drugim članovima odbora, Jefferson se također služio i svojim ranijim radom – Ustavom države Virginia; zatim Virginijinom Deklaracijom o pravima, autora Georgea Masona i drugim izvorima. Ostali članovi odbora u njegovu su tekstu napravili neke izmjene. Jedna od njih je bila i Jeffersonova rečenica: "Smatramo da su ove istine svete i da ih je nemoguće opovrgnuti...", a Franklin je to promijenio u: "Smatramo ove istine jasnima i očevidnima." Konačna verzija Deklaracije predstavljena je Kongresu 28. lipnja 1776. godine. Naziv dokumenta glasio je: "Deklaracija predstavnika Sjedinjenih Američkih Država okupljenih u Kongresu".
Nakon što su 2. srpnja izglasali Rezoluciju o nezavisnosti, Kongres je svoju pažnju posvetio samoj Deklaraciji. Kroz sljedeća tri dana debata, Kongres je napravio promjene i izbrisao gotovo četvrtinu teksta od kojih se posebno mora istaknuti onaj koji je govorio o trgovini robovima. Jeffersonu se promjene nikako nisu svidjele, ali odlučio je ne govoriti javno o tome. Dana 4. srpnja 1776. godine Kongres je ratificirao Deklaraciju o nezavisnosti i delegati su potpisali dokument. Deklaracija će kasnije postati jedno od Jeffersonovih najvećih životnih postignuća; njegov predgovor i danas se smatra trajnom izjavom o ljudskim pravima. Svi ljudi rođeni su jednakima često je nazivana "jednom od najbolje poznatih rečenica na engleskom jeziku svih vremena" koja u sebi također sadržava i "najpotentnije i najznačajnije riječi američke povijesti." Sam taj odlomak predstavlja moralni standard na kojem Sjedinjene Države kao takve počivaju. Upravo ovo gledište o jednakosti ljudi u svojoj kampanji promovirao je Abraham Lincoln koji je na njemu temeljio cijelu svoju filozofiju i često isticao da Deklaracija kao izjava principa treba biti ono prema čemu se interpretira Ustav SAD-a.

### Guverner Virginije
Godine 1779., u dobi od 36 godina života, Jefferson je izabran za guvernera savezne države Virginia. Tadašnji mandat guvernera iznosio je godinu dana pa je ponovno izabran za isto mjesto i 1780. godine. Te godine kao guverner glavnim gradom države proglasio je Richmond umjesto dotadašnjeg Williamsburga. Jefferson je služio kao ratni guverner dok su ujedinjene kolonije vodile revolucionarni rat protiv Velike Britanije. Kasne 1780. godine kao guverner pripremio je grad Richmond za napad na način da je premjestio sve vojne namirnice u ljevaonicu koja se nalazila nekoliko kilometara van grada. General Benedict Arnold saznao je za to i uskoro zauzeo ljevaonicu. Također mu je predugo trebalo da podigne vojsku na noge. U siječnju 1781. godine evakuirao je Richmond kako se rat približavao. Cornwallis je ranog lipnja iste godine na tajnu misiju poslao konjicu od 250 vojnika kojima je na čelu bio Banastre Tarleton sa zadatkom da uhvate guvernera Jeffersona i članove njegovog kabineta u Monticellu, ali Jack Jouett iz vojske Virginije saznao je za plan i na vrijeme obavijestio svoje kolege. Jefferson je uspio pobjeći u Poplar. Upravo su ga zbog odluke da pobjegne iz glavnog grada u to vrijeme snažno kritizirali, a povjesničari ga zbog iste stvari kritiziraju i danas. Članovi kabineta brzo su se sastali u lipnju 1781. godine u gradu Staunton. Odredili su da će nagraditi Jouetta s parom pištolja i mačem, ali su također naredili daljnju istragu Jeffersonovih djela budući su zajedno vjerovali da nije preuzeo odgovornost koju je trebao kao guverner. Nakon toga nije ponovno izabran za istu poziciju.

### Član Kongresa i ministar u Francuskoj
Nakon pobjede u ratu i mirovnog sporazuma s Velikom Britanijom, 1783. godine SAD su osnovale Kongres Konfederacije (neslužbeno zvan Kontinentalni kongres) u kojem je Jefferson služio kao delegat države Virginia. Kao član odbora osnovanog za određivanje tečajnih stopa, predložio je da američka valuta bude izražena u decimalnom sistemu; plan je prihvaćen. Također je predložio osnivanje Odbora SAD-a koji će funkcionirati kao izvršna ruka Kongresa. Plan je prihvaćen, ali u praksi se pokazao neostvarivim. Jefferson je napisao i propis u kojem se na svim teritorijima SAD-a ukida ropstvo, ali isti nije uveden u zakon. Kada je izabran za ministra u Francuskoj, dao je ostavku na svoje mjesto u Kongresu.
Nakon što mu je umrla supruga, prijatelji poput Johna Adamsa primijetili su da je Jefferson toliko depresivan da im se činio kako bi mogao biti na rubu suicida. Vjerovali su da će, ako ga pošalju u Francusku, barem malo prestati misliti na mrtvu suprugu pa su ga postavili za tamošnjeg ministra, 1785. godine. Jeffersonovo vrijeme provedeno u Francuskoj prošlo je dosta nezapaženo, djelomično i zbog toga što mu je bilo jako teško naći se na mjestu svog prethodnika Benjamina Franklina koji je u to vrijeme bio jedan od najpoznatijih ljudi na svijetu. Uživao je u arhitekturi, umjetnosti i kulturi salona u Parizu. Često je večerao s najuglednijim ljudima toga grada te skladištio vina koje će kasnije ponijeti sa sobom u SAD. Za vrijeme boravka u Parizu, Jefferson se dopisivao s mnogim ljudima koji su imali važnu ulogu u nadolazećoj Francuskoj revoluciji.
Jeffersonova najstarija kćerka Martha, poznata pod imenom Patsy, otišla je s njim u Francusku 1784. godine. Njegove dvije mlađe kćeri ostavljene su na skrb prijateljima u SAD-u. Za ispomoć, Jefferson je kupio nekoliko robova uključujući i Jamesa Hemingsa koji se uvježbavao za francuskog kuhara kako bi mu što bolje služio. Jeffersonova najmlađa kćerka Lucy umrla je od hripavca 1784. godine u SAD-u što ga je dodatno devastiralo. Godine 1786. Jefferson je upoznao i zaljubio se u Mariju Cosway, priznatu talijansko-englesku umjetnicu i glazbenicu u dobi od 27 godina života. Tijekom perioda od šest tjedana učestalo su se viđali. Kao udana žena, Marija se uskoro vratila u Veliku Britaniju, ali njih dvoje nastavili su se dopisivati dugo godina nakon susreta. Godinu dana kasnije Jefferson je pozvao svoju najmlađu kćerku Polly, tada devetogodišnju djevojčicu, da ga dođe posjetiti. Također je tražio da malu Polly na prekooceanskom putovanju prati i netko od robova. Igrom slučaja to je bila Sally Hemings, mlađa sestra Jamesa koja je živjela dvije godine u Jeffersonovoj kući u Parizu. Prema svjedočenju njezinog sina Madisona Hemingsa, Sally i Jefferson u Parizu su započeli seksualnu vezu i ona je zatrudnjela. Pristala je vratiti se u SAD kao njegova konkubina nakon što joj je Jefferson obećao da će osloboditi njezinu djecu kada odrastu.

### Državni tajnik
U rujnu 1789. godine Jefferson se iz Francuske vratio u SAD sa svoje dvije kćerke i robovima. Odmah nakon povratka, predsjednik Washington mu je pisao i zamolio ga da prihvati mjesto u njegovu kabinetu kao Državni tajnik. Jefferson je pristao.
Kao Washingtonov državni tajnik (1790. – 1793.), Jefferson se učestalo svađao s ministrom financija Alexanderom Hamiltonom o pitanjima nacionalne fiskalne politike, a pogotovo oko pitanja financiranja ratnih dugova. Kasnije je Jefferson proglasio Hamiltona i Federaliste "rojalistima" i napisao: "Hamilton i njegovi pristalice uzdišu nad krunama, dijademama i mitrama." Zbog svog protivljenja Hamiltonu, Jefferson i James Madison organizirali su i vodili anti-administracijsku stranku (nazvanu Republikanskom strankom, kasnije znanom i kao Demokrati-Republikanci). Radio je s Madisonom i svojim voditeljem kampanje Johnom J. Becklyjem kako bi stvorio nacionalnu mrežu republikanskih saveznika. Zbog svojih političkih akcija i njegovih učestalih okršaja s Hamiltonom, predsjednik Washington mu je skoro uručio ostavku. Premda je Jefferson sam dao ostavku, Washington mu nikad nije oprostio i njih dvojica do kraja života više nisu razgovarali.
Jefferson je podupirao Francuze u njihovoj borbi protiv Britanaca 1793. godine. Vjerovao je da domaći politički uspjeh ovisi o uspjehu francuske vojske u Europi. Iste godine Francuski ministar Edmond-Charles Genêt prouzrokovao je krizu nakon što je pokušao utjecati na javno mnijenje američkog naroda, nešto što je Jefferson pokušao spriječiti.
S britanskim ministrom vanjskih poslova u SAD-u od 1791. godine, Georgeom Hammondom, Jefferson je pokušao ostvariti tri važna cilja: osigurati britansko priznanje kršenja Sporazuma u Parizu (1783.); napuštanje svojih mjesta na sjeverozapadu (teritorij između planina Appalachian i rijeke Mississippi, sjeverno od države Ohio); te kompenzaciju SAD-u kojom bi se naplatili američki vlasnici robova za one robove koje je Britanija oslobodila ili evakuirala na kraju rata. Prema bilješkama Johna C. Millera, nakon što se njih dvojica nisu uspjela dogovoriti o ničemu, Jefferson je dao ostavku u prosincu 1793. godine.

### Izbori 1796. godine i Potpredsjednik
Kao predsjednički kandidat Demokrata-Republikanaca (tada zvanih samo Republikanci) 1796. godine Jefferson je izgubio od Johna Adamsa, ali je dobio dovoljno elektorskih glasova da postane Potpredsjednik (1797. – 1801.). Jedna od glavnih zaduženja Potpredsjednika je bila i upravljanje Senatom, a Jefferson je bio zabrinut nedostatkom njegovih pravila kojima su odluke padale na predsjednika službe. Godinama prije nego što je došao na prvu poziciju, Jefferson je proveo dosta vremena proučavajući procedure i pravila upravničkih tijela. Kao student prepisao je bilješke iz britanskog parlamentarnog zakona u mali priručnik kojeg će kasnije prozvati Parlamentarnom džepnom knjižicom. Jefferson je također bio član odbora koji je osnovan kako bi donio pravila Kontinentalnog kongresa 1776. godine. Kao Potpredsjednik bio je spreman reformirati senatorske procedure.
Dok je trajao Kvazi-rat, Federalisti su pod vodstvom Johna Adamsa započeli novačenje, uvodili nove poreze i donijeli Zakon o strancima i pobuni (Alien and Sedition Acts). Jefferson je vjerovao kako je glavna namjera tih zakona suzbijanje Demokrata-Republikanaca prije nego što opasnih stranaca premda su svi zakoni imali rok trajanja. Jefferson i Madison potajno su pisali Rezolucije Kentuckyja i Virginije koje su bile temeljem prava država, a u kojima je istaknuto da federalna vlast nema prava upotrijebiti svoju moć na ostale države. Utjecaj Jeffersonove doktrine o pravima država odjeknuo je tijekom Američkog građanskog rata, a i kasnije. U jednom trenutku Jefferson je napisao verziju prijetnje države Kentucky za odcjepljenje. Jeffersonov biograf Dumas Malone tvrdi da, u slučaju da su ostali znali u to vrijeme što radi, Jefferson bi bio optužen za izdaju.

## Predsjednik
Blisko surađujući s Aaronom Burrom, Jefferson je okupio svoju stranku i kandidirao se na predsjedničkim izborima 1800. godine. Jefferson i Burr dobili su većinu elektorskih glasova, ali budući nitko od njih nije imao potrebnu većinu izbori su se odlučili u Zastupničkom domu Kongresa kojim je upravljala Federalistička većina. Premda Federalisti nisu htjeli za Predsjednika ni Jeffersona ni Burra, Hamilton je nagovorio svoju stranku da bi Jefferson bio manje političko zlo od Burra te da bi skandal s elektorskim procesom mogao uzdrmati novi Ustav. Dana 17. veljače 1801. godine Zastupnički dom izabrao je Jeffersona za Predsjednika SAD-a, a Burra za Potpredsjednika. Svoju pobjedu Jefferson je uvelike dugovao broju elektorskih glasova s Juga. Upravo zbog toga neki su ga prozvali "Crnim Predsjednikom", a kritičari poput Mercury and New-England Palladium of Boston istaknuli su da je Jefferson imao petlju slaviti izbore kao pobjedu demokracije unatoč tome što je osvojio "hram slobode na ramenima robova". Jefferson je zakletvu položio 4. ožujka 1801. godine u vrijeme kada su stranačke razlike između Demokrata-Republikanaca i Federalista rasle do alarmantnih proporcija. Zbog posla kojeg su obavljala njegova dva prethodnika, kao i zbog trenutnog stanja u Europi, Jefferson je naslijedio predsjedništvo s relativno malo hitnih poslova. Premda su on i njegovi pristaše pokušali podrivati nekoliko uspjeha njegova dva prethodnika – uključujući nacionalnu banku, vojsku i federalni porezni sustav – bili su tek djelomično uspješni u svojoj nakani. 

### Prvi berberski rat
Desetljećima su pirati Sjeverne Afrike napadali američke brodove i porobljavali članove posade te tražili velike otkupnine za njihovo puštanje. Prije proglašenja nezavisnosti, američki trgovački brodovi bili su zaštićeni od berberskih pirata mornarskim i diplomatskim utjecajem Velike Britanije. Kada je započela Američka revolucija, Francuska je do 1778. godine štitila američke brodove potpisom savezništva u kojem je navedeno da Francuzi moraju štititi "američku flotu protiv svih oblika nasilja, uvreda i napada..." Dana 20. prosinca 1777. godine marokanski sultan Mohammed III objavio je da će američki trgovački brodovi biti pod zaštitom sultanata i da slobodno mogu ploviti prema Mediteranu i uzduž njegove obale. Marokansko-Američki sporazum prijateljstva najstariji je američki sporazum koji nikada nije prekršen.
Nakon proglašenja nezavisnosti, SAD su morale zaštititi svoje trgovačke brodove. U to vrijeme SAD su plaćale 80 tisuća dolara berberskim državama svoju zaštitu od napada pirata, baš kao što su radile Britanija i Francuska. Nakon što je Tripoli poslao nove zahtjeve novom Predsjedniku u kojima je navedeno da im se mora odmah platiti 225 tisuća dolara (uz dodatnu godišnju sumu od 25 tisuća dolara), predsjednik Jefferson je odbio i u tom trenutku odlučio da bi jednostavnije bilo upustiti se u bitku s piratima nego pristati na njihove uvjete. Kao rezultat, paša Tripolija je objavio rat SAD-u dana 10. svibnja 1801. godine i tako je započeo Prvi berberski rat. Prije nego što je izabran za Predsjednika, Jefferson se protivio financijskim troškovima koje je zahtijevala mornarica i smatrao je da se isti trebaju koristiti isključivo za obalnu obranu. Međutim, nakon učestalih i neprekidnih napada pirata na američke brodove na Atlantiku i Mediteranu te sistematskih otmica američkih članova posade, Jefferson isto više nije mogao ignorirati.
Dana 15. svibnja Jeffersonov kabinet jednoglasno je izglasao odluku da se pošalju tri fregate prema Mediteranu s naredbama da pokažu vlastitu snagu u bitkama, ali da prvenstveno probaju naći mirovno rješenje; budući je na snazi ratno stanje, sami mogu odlučiti što je najbolje napraviti. Fregate su se sastojale od danas svjetski poznatih USS Philadelphia, USS President i USS Essex uz škunu USS Enterprise te su postale prve fregate u povijesti koje su prešle Atlantski ocean. Pod vodstvom komodora Richarda Dalea eskadrila je uplovila u Mediteran 1. srpnja gdje se zaustavila kod Gibraltara kako bi pobrala namirnice i doznala nove informacije. Upravo tu je Dale saznao da je Tripoli već objavio rat SAD-u. Jefferson i mlada američka mornarica natjerali su Tunis i Alžir da prekinu svoje savezništvo s Tripolijem što ga je u konačnici i koštalo rata. Jefferson je također naredio pet odvojenih mornaričkih bombaških napada na Tripoli, a rezultat svega je bila obnova mira na Mediteranu (barem neko vrijeme). Ipak, Jefferson je do kraja svoje administracije nastavljao plaćati novčanu naknadu berberskim državama za zaštitu svojih trgovačkih brodova od pirata.

### Kupnja kolonije Louisiane
Godine 1803. dok su Napoleonski ratovi između Francuske i Britanije bili u punom jeku, Thomas Jefferson autorizirao je kupnju Louisiane, velikog zemljišnog posjeda Francuske koja je u to vrijeme bila dvostruko veća od SAD-a. Većina francuskog bogatstva u Novom svijetu došla je od šećernih plantaža u Santa Domenici i Gvadalupi na Karibima, ali produkcija je opala nakon uspona ropstva. Nakon slanja više od 20 tisuća trupa kako bi održali koloniju 1802. godine, Francuska je kasne 1803. godine povukla 7 tisuća preživjelih, nedugo prije nego što će Haiti proglasiti nezavisnost. Izgubivši prihode od Haitija dok je u isto vrijeme ratovao s ostatkom Europe, Napoleon je odustao od svog carstva u Sjevernoj Americi i upotrijebio zarađeni novac kako bi pomogao ratnim pohodima na domaćoj fronti.
Jefferson je 1802. godine poslao Jamesa Monroea i Roberta R. Livingstona u Pariz kako bi pokušali kupiti grad New Orleans i susjedna obalna područja. Na njegov zahtjev, Pierre Samuel du Pont de Nemours, francuski plemić koji je imao blisku suradnju s Jeffersonom i Napoleonom također je pomogao u kupoprodajnim pregovorima. Napoleon je predložio prodaju kompletnog teritorija za cijenu od 15 milijuna dolara što je Ministar financija Albert Gallatin vrlo lako isplatio. Ugrabivši priliku Jefferson je postupio suprotno propisanom ustavnom autoritetu i premda će ga Federalisti kritizirati zbog toga što se nije savjetovao s njima, većina je ipak smatrala da je to bila prilika koja nije smjela biti propuštena. Dana 20. prosinca 1803. godine u New Orleansu je spuštena francuska zastava i podignuta američka na taj način simbolizirajući transfer kompletnog teritorija Louisiane.
Po pitanju glavnog igrača kupoprodaje Louisiane mišljenje povjesničara se razlikuje; Jeffersonov biograf Peterson ističe da mišljenja variraju od onih koji zasluge pridaju Napolenu do onih koji zasluge pridaju Jeffersonu, njegovom državnom tajniku Jamesu Madisonu i njegovom glavnom pregovaraču Jamesu Monroeu. Peterson se slaže s mišljenjem Jeffersonovog ljutog rivala, Alexandera Hamiltona, da se zapravo radilo o "ludoj sreći". Joseph Ellis, još jedan Jeffersonov biograf, vjeruje da je kupoprodaji pridonio niz različitih elemenata. Povjesničar George Herring rekao je da, iako je kupnja donekle bila rezultat Jeffersonove i Madisonove "lukave i ponekad ratoborne diplomacije", ipak je "često i opravdano proglašavana diplomatskom iznenadnom srećom – rezultatom slučajnosti, sreće i hira Napoleona Bonapartea." Posjed nad teritorijem nije bio finaliziran sve dok se Engleska i Meksiko službeno nisu odrekli svojih prava na sjeverna i južna područja, tijekom predsjedništva Jamesa Polka. Premda je Francuska izuzeta kao prijetnja, Jefferson je odbio priznati novu republiku, drugu u zapadnoj hemisferi, te joj je uveo embargo na trgovinu i oružje. Upravo je to otežalo oporavak zemlje nakon ratova.

### Ekspedicija Lewis i Clark
Nakon kupnje teritorija Louisiana, Jefferson je trebao istražiti to većinom nepoznato područje i mapirati ga. Stoga je 1804. godine odredio Meriwethera Lewisa i Williama Clarka kao vođe ekspedicije (1804. – 1806.) čiji je zadatak bio istražiti teritorij Louisiane te steći znanstveno i geografsko znanje i u konačnici pridonijeti europsko-amerikanskoj naseobi Zapada. Dotadašnje znanje o zapadnom dijelu kontinenta bilo je oskudno i nepotpuno, ograničeno samo na ono što se saznalo od lovaca na krzna, trgovaca i drugih istraživača. Lewis i Clark, po kojima je ekspedicija i postala poznata, regrutirali su 45 ljudi za svoju pratnju te proveli cijelu zimu uvježbavajući ih u blizini St. Louisa. Jefferson je ekspediciji postavio nekoliko ciljeva uključujući "direktnu i izvodljivu vezu s vodom kroz cijeli kontinent za potrebe trgovine" (dugo-traženi Prolaz na sjeverozapad). Ekspedicija je trebala pratiti i mapirati rijeke i skupljati znanstvene podatke. Do studenog 1805. godine ekspedicija je došla do Pacifika. U vrijeme svog povratka, 1806. godine, ekspedicija je ispunila sva Jeffersonova očekivanja skupivši hrpu novih podataka o topografskim odlikama zemlje i njezinim prirodnim izvorima, s detaljima o flori i fauni kao i podacima o indijanskim plemenima na zapadu s kojima je Jefferson želio povećati trgovinu.

### West Point
Ideje o nacionalnoj instituciji za vojno obrazovanje postojale su još tijekom trajanja Američke revolucije. U svibnju 1801. godine Ministar rata Henry Dearborn izjavio je da je Predsjednik imenovao majora Jonathana Williamsa, sina nećaka Benjamina Franklina, koji je trebao organizirati sve kako bi se takva škola pokrenula. Slijedeći savjete Georgea Washingtona, Johna Adamsa i drugih Jefferson i Kongres su se 1802. godine složili da odobre osnivanje i konstrukciju Vojne akademije West Point na rijeci Hudson u New Yorku. Dana 16. ožujka 1802. godine Jefferson je potpisao Zakon o uspostavi vojnog mira kojim korpus inženjera osniva i "uspostavlja vojnu akademiju". Dana 4. srpnja 1802. godine Vojna akademija West Point službeno je započela s radom kao institucija za znanstveno i vojno obrazovanje.

### Izbori 1804. i drugi mandat
Tijekom njegovog drugog mandata, Jeffersonova popularnost bila je u padu zbog problema s kojima se suočavao ponajviše onima koje su prouzročili ratovi u Europi, a koje je postalo sve teže rješavati. Odnosi s Velikom Britanijom oduvijek su bili loši, djelomično i zbog osobne antipatije koju su osjećali Jefferson i tadašnji britanski ambasador Anthony Merry. Za vrijeme Jeffersonovog prvog mandata, Napoleonova pozicija u Europi bila je relativno slaba pa su pregovori bili olakšani. Međutim, nakon njegove odlučujuće pobjede u bitci kod Austerlitza 1805. godine, Napoleon je postao puno agresivniji i većina američkih pokušaja pregovora s njim je propala. Na sve to Jefferson je odgovorio Zakonom o embargu 1807. godine također usmjerenim i protiv Velike Britanije. Upravo je taj zakon prouzročio ekonomski kaos u SAD-u i u to je vrijeme bio snažno kritiziran (a i danas). Zbog političkih napada na Jeffersona, pogotovo onih čiji je začetnik bio Alexander Hamilton i njegovi pristaše, Jefferson je iskoristio Zakon o strancima i pobuni kako bi uzvratio svojim političkim protivnicima. Godine 1807. Jefferson je naredio da se njegovom potpredsjedniku Aaronu Burru sudi za izdaju. Burr je optužen za urotu nametanja rata protiv SAD-a u pokušaju odvajanja konfederacije odnosno zapadnih država i teritorija; ipak, bio je oslobođen optužbi. Ustav SAD-a iz 1787. godine pružao je zaštitu međunarodnoj trgovini robljem puna dva desetljeća za vrijeme kojih su vlasnici plantaža na krajnjem Jugu zemlje uvozili tisuće i tisuće robova, više nego u bilo kojem drugom 20-godišnjem razdoblju. Godine 1807. Kongres je donio Zakon o zabrani uvoza robova kojeg je Jefferson potpisao i koji je stupio na snagu 1. siječnja 1808. godine. Zakon je propisivao velike kazne za međunarodnu trgovinu robljem, ali nije regulirao onu domaću.

### Embargo
Jefferson je zagovarao provedbu Zakona o embargu 1807. godine kako bi zadržao američku neutralnost tijekom Napoleonskih ratova što je i bilo u skladu s politikom francuske kontinentalne blokade usmjerene protiv Britanije. Jefferson se nadao da će s jedne strane izbjeći nacionalno poniženje, a s druge strane rat. U konačnici je bio odgovoran za oba događaja; gospodarstvo kompletnog sjeveroistoka je snažno opalo, on sam bio je izrazito kritiziran, a njegova je stranka izgubila potporu. Ipak, umjesto da se povuče Jefferson je poslao savezne agente da tajno prate krijumčare i ostale prekršitelje.
Sam embargo predstavljao je financijsku katastrofu zbog toga što Amerikanci nisu mogli izvoziti robu, a rašireno nepoštivanje zakona samo je značilo još težu njegovu provedbu. Svojim većim dijelom, embargo je negativno uticao na američku prekomorsku trgovinu. Svi prostori u SAD-u su patili zbog embarga. U komercijalnoj Novoj Engleskoj te u državama srednjeg Atlantika brodovi su trunuli u lukama, a što se poljoprivrede tiče – pogotovo one na Jugu – farmeri i vlasnici plantaža nisu mogli izvoziti svoje usjeve. Jeffersonov Ministar financija, Albert Gallatin, bio je protiv embarga, uspješno predvidjevši njegovu nemogućnost provođenja i negativni odjek u javnosti.
Iako je često zagovarao što manju saveznu vladu, Jeffersonu je u ovom trenutku bila potrebna nacionalna vlada s velikom policijskom moću kako bi provela politiku embarga. Predsjednički izbori 1808. godine koje je James Madison dobio pokazali su da Federalisti ponovno dobivaju na snazi, a pomogli su i u nagovaranju Kongresa na ukidanje embarga. Nedugo prije nego što je otišao s mjesta Predsjednika, u ožujku 1809. godine, Jefferson je potpisao ukidanje tog katastrofalnog embarga. Umjesto njega donesen je novi Zakon koji nije bio puno efektniji od prethodnog. Vlada je shvatila da je nemoguće spriječiti američke brodove u trgovini s europskim trgovcima nakon što napuste svoje luke. Jefferson je ustrajno vjerovao da problem leži u trgovcima koji nisu imali "republikanske vrline" i sve do svoje smrti zagovarao embargo za kojeg je smatrao da bi bez problema izbjegao rat koji je nakon toga uslijedio da su se svi stanovnici SAD-a pridržavali istoga.
U većini slučajeva povjesničari i danas kritiziraju Jeffersona zbog embarga. Doron Ben Atar smatra da je Jeffersonova komercijalna i međunarodna politika bila pogrešna, bez efekta i štetna za američke interese. Kaplan ostaje pri mišljenju da je rat 1812. godine bio logičan slijed događaja nakon embarga i da su, ušavši u Napoleonske ratove protiv Britanije, SAD izgubile svoju prednost neutralnosti.

## Kasnije godine
Do 1815. godine Jeffersonova knjižnica sastojala se od čak 6.487 knjiga koje je prodao Kongresnoj knjižnici za sumu od 23.950 dolara kako bi zamijenili manju kolekciju uništenu u ratu 1812. godine. Iako je sa zarađenim novcem namjeravao pokriti dio svog velikog duga, gotovo odmah je započeo kupovati još knjiga. U čast Jeffersonovoj kontribuciji, internet stranica knjižnice saveznog zakonodavstva nazvana je THOMAS. Godine 2007. Jeffersonovo dvodijelno izdanje Kurana iz 1764. godine upotrijebio je republikanac Keith Ellison kako bi položio zakletvu u Zastupničkom domu. U veljači 2011. godine New York Times je napisao da je na sveučilištu Washington u St. Louis otkriven dio Jeffersonove knjižnice koji je sadržavao 24 knjige.

### Sveučilište u Virginiji
Nakon odlaska s mjesta Predsjednika SAD-a, Jefferson je nastavio biti aktivan u javnom životu. Želio je osnovati novu instituciju za visoko obrazovanje, pogotovo onu koja je slobodna od crkvenog utjecaja i u kojoj se studenti mogu specijalizirati u mnogim novim područjima koja ostala sveučilišta tada nisu nudila. Vjerovao je da je obrazovanje ljudi dobar način osnivanja organiziranog društva. Također je vjerovao da bi takve škole trebali plaćati svi kako bi i oni manjeg imovinskog stanja imali priliku postati studenti i obrazovati se. Pismo upućeno Josephu Priestleyju u siječnju 1800. godine ukazuje na to da je Jefferson planirao pokretanje Sveučilišta desetljećima prije njegovog stvarnog osnutka.
Godine 1819. osnovao je Sveučilište u Virginiji. Nakon svečanog otvaranja 1825. godine to je bilo prvo sveučilište koje je svojim studentima nudilo punu listu izbornih predmeta. Kao jedan od najvećih konstrukcijskih projekata tog vremena u Sjevernoj Americi, sveučilište je bilo poznato po tome što se u njegovu središtu nalazila knjižnica, a ne crkva što je dodatno podupiralo princip odvajanja crkve od države. U Jeffersonovim originalnim planovima crkvena kapelica nije postojala. Sve do svoje smrti, Jefferson je pozivao studente i osoblje sveučilišta u svoj dom.
U stilskom smislu, Jefferson je bio zagovornik grčkog i rimskog stila za koje je vjerovao da najbolje predstavljaju američku demokraciju. Svaki akademski dio sastoji se od dva kata koji su "licem" okrenuti prema četverokutu dok je sama knjižnica modelirana prema rimskom Panteonu. Prema istraživanju provedenom među članovima Američkog instituta arhitekata, Jeffersonov kampus predstavlja najznačajniji arhitektonski rad u Americi. Sveučilište je osmišljeno kao kamen temeljac obrazovnog sustava države Virginije. U Jeffersonovoj viziji svaki građanin države mogao je pohađati sveučilište uz samo jedan uvjet: da je sposoban za isto.

### Posljednji dani
U srpnju 1825. godine Jeffersonovo zdravlje počelo se pogoršavati i do lipnja 1826. godine bio je uglavnom vezan za krevet. Uzrocima njegove smrti uglavnom se smatraju kombinacije različitih bolesti i stanja uključujući i upalu pluća. Do svibnja 1826. godine Jeffersonovo zdravlje bilo je toliko loše da je većinu vremena bio zatvoren u sobi, a tijekom razdoblja dok je bio budan uglavnom se bavio svojim financijama i dugovima. Dana 22. svibnja Jefferson je upisao posljednje riječi u svoju knjigu Farm Book istaknuvši da cijena ulja za lampe iznosi jedan dolar i dvadeset i pet centi te je također stavio i ukupne troškove osvjetljenja svog imanja za prethodni mjesec. Dana 24. lipnja napisao je svoje posljednje pismo novinama u Washingtonu – The National Intelligencer – u kojem je još jedanput istaknuo svoju vjeru u principe istaknute u Deklaraciji o nezavisnosti. Dana 3. srpnja Jeffersona je za krevet vezala groznica. Shvativši da nikada više neće napustiti Monticello bio je prisiljen odbiti poziv u Washington na proslavu pedesete godišnjice Deklaracije.
Tijekom posljednjih nekoliko sati života društvo su mu pravili njegov unuk Thomas Jefferson Randolph i njegov doktor, Robley Dunglison te ostali članovi obitelji i prijatelji. Bio je pomiren s idejom smrti i spreman na nju. Kada je u jednom trenutku doktor ušao u njegovu sobu, Jefferson je rekao: Vidite doktore, još uvijek sam tu. Nakon što ga je pregledao, član obitelji i prijatelj su mu podarili riječi nade i istaknuli da izgleda bolje na što je Jefferson samo odgovorio: Nemojte niti na trenutak pomisliti da ne znam kakav će biti rezultat svega ovoga. Nakon toga je smireno obznanio svoje želje za pogrebom, zabranivši bilo kakav oblik slavlja ili parade. Nekoliko trenutaka kasnije pozvao je ostale članove svoje obitelji i prijatelje da mu se pridruže oko kreveta i rekao: 
Učinio sam za svoju zemlju, za cijelo čovječanstvo sve što sam mogao
i sada predajem svoju dušu, bez straha, mojem Bogu – moju kćerku mojoj domovini.
Nakon što je zaspao Jefferson se probudio oko osam sati navečer i prozborio svoje posljednje riječi: Je li već četvrti? (srpnja, op. a.) Njegov doktor mu je odgovorio: Uskoro će biti.
Dana 4. srpnja 1826. godine, deset minuta prije jedan sat poslije ponoći Jefferson je umro u 83 godini života, točno na pedesetu obljetnicu Deklaracije o nezavisnosti i nekoliko sati nakon što su posljednje riječi Johna Adamsa bile Nezavisnost zauvijek i Thomas Jefferson je preživio.
Već sljedećeg dana održan je Jeffersonov pogreb kojeg je vodio velečasni Charles Clay. Pokopan je na groblju Monticello u pet sati poslijepodne, dan nakon svoje smrti. Prema vlastitom zahtjevu Jeffersonov sprovod bio je jednostavan i tih. Nisu slane nikakve pozivnice, iako je nekoliko prijatelja i gostiju došlo na pogreb. Njegove posmrtne ostatke do obiteljskog pogrebnog mjesta nosili su "sluge, obitelj i prijatelji".
Jefferson je napisao svoj vlastiti epitaf na nadgrobnom spomeniku:
“Ovdje leži
Thomas Jefferson
Autor Deklaracije o američkoj nezavisnosti
Zakona o vjerskim slobodama
I otac Sveučilišta u Virginiji.”
(Here was buried Thomas Jefferson, author of the Declaration of American Independence, Of the Statute of Virginia for religious freedom and Father of the University of Virginia)
Premda je rođen u bogatoj robovlasničkoj obitelji, Jefferson je imao mnogih financijskih poteškoća i u vrijeme smrti nalazio se u velikim dugovima. U svojoj oporuci ostavio je instrukcije o podjeli imanja, a nakon njegove smrti njegovo imanje, stvari i robovi prodani su na javnim aukcijama koje su započele već 1827. godine. Godine 1831. Monticello su prodali Martha Jefferson i preživjeli nasljednici Jamesu Turneru Barclayju, a 1834. godine Barclay je prodao kuću i ostatak zemlje Uriahu P. Levyju.

## Osobni život

### Maria Cosway
Tijekom razdoblja provedenog u Parizu gdje je obnašao dužnost Ministra, udovac Jefferson je 1786. godine upoznao Mariju Cosway, englesku umjetnicu, glazbenicu i skladateljicu. Bila je to visoko obrazovana, udana žena u koju se Jefferson zaljubio. Njih dvoje odmah su postali bliski, a o njihovoj navodnoj vezi biografi su često raspravljali; ona je postala dio njegovog intimnog društva bliskih prijatelja, a zajedno su proveli gotovo svaki dan tijekom njihovog šesto-tjednog poznanstva. Iste godine Cosway se vratila u London, a Jefferson joj je napisao ljubavno pismo od gotovo četiri tisuće riječi koje je postalo poznato pod nazivom Dijalog glave protiv srca. Nakon što je Jefferson napustio Pariz, on i Cosway ostali su prijatelji i dugo godina su se međusobno dopisivali. Svatko je sačuvao pisma onoga drugoga.

### Kontroverze Jefferson – Hemings
Već više od dva stoljeća tvrdnja da je Thomas Jefferson otac djece svoje ropkinje Sally Hemings predmetom je mnogih rasprava i nesuglasica. Godine 1802. novinar James T. Callender, nakon što mu je Jefferson odbio zahtjev da bude upravnik pošte, objavio je optužbe da je Hemings Jeffersonova konkubina i da je on pravi otac nekoliko njezine djece. Priča se ponovila u Federalističkim novinama tijekom izbornih kampanja 1802. i 1804. godine; većina povjesničara smatra da je Jefferson privatno negirao navedene tračeve 1805. godine.
Sredinom 20. stoljeća povjesničari su ustvrdili da je u 13-godišnjem periodu u kojem je često izbivao, Jefferson zapravo bio u Monticellu, svaki puta točno devet mjeseci prije rođenja sljedećeg djeteta Sally Hemings. Godine 1998., kako bi se ustanovila muška DNK linija, nekoliko istražitelja je provelo studiju Y-DNK živućih nasljednika Jeffersonovog ujaka Fielda te nasljednika Sallynog sina Estona Hemingsa. Rezultati su pokazali da se Y-DNK podudara s muškom Jeffersonovom obiteljskom linijom, a sve je objavljeno u magazinu Nature. Godine 2000. okupljen je tim povjesničara koji su u svom konačnom izvještaju zaključili da, skupa s DNK-om i povijesnim dokazima, postoji velika vjerojatnost da je Jefferson pravi otac Estona i vjerojatno ostale djece Sally Hemings. Godine 2012. Institucija Smithsonian i Udruga Thomasa Jeffersona organizirali su izložbu pod nazivom Ropstvo i Jeffersonov Monticello: Paradoks slobode u Nacionalnom muzeju američke povijesti tvrdeći da većina povjesničara prihvaća činjenicu da je zbog DNK analiza i povijesnih dokaza Jefferson otac djece Sally Hemings.
Otkad su DNK testovi javno objavljeni, većina biografa i povjesničara zaključila je da se udovac Jefferson nalazio u dugogodišnjoj vezi s Hemings. Ostali povjesničari, uključujući i skupinu profesora povezanih s nasljedništvom Thomasa Jeffersona, ostaju pri mišljenju da su izneseni dokazi nedovoljni kako bi se stopostotno zaključilo da je Thomas Jefferson otac te djece te dodatno ističu mogućnost da je netko drugi iz obitelji Jefferson – ponajprije Thomasov brat Randolph ili netko od njegovih petero sinova – mogao biti otac djece Sally Hemings.

## Spomenici i počasti
Jeffersonu je odana počast na mnoge načine, uključujući zgrade koje nose njegovo ime, skulpture te novčanu valutu. Memorijalni centar Thomas Jefferson službeno je otvoren 13. travnja 1943. godine u Washingtonu točno na 200-tu obljetnicu njegovog rođenja. Unutarnje uređenje krasi Jeffersonova skulptura visoka čak šest metara te ugravirani odlomci iz njegovih knjiga. Najpoznatije su riječi ugravirane oko spomenika, blizu krova: Zakleo sam se pred božjim oltarom na vječno neprijateljstvo protiv tiranije koja ugrožava svakog čovjeka. Tijekom razdoblja New Deal 30-ih godina prošlog stoljeća, Demokrati su odali počast Jeffersonu i Andrewu Jacksonu koje su prozvali svojim osnivačima i vječnom inspiracijom. Jeffersona su portretirali kao glasnogovornika demokracije i običnog čovjeka. Predsjednik Franklin D. Roosevelt pomogao je u odobravanju izrade njegovog spomenika u Washingtonu.
Lik Thomasa Jeffersona nalazi se na američkim poštanskim markama još otkad su se započele raditi, 1856. godine. Jefferson je bio drugi predsjednik koji se počeo nalaziti na poštanskim markama. Njegov portret također se nalazi i na novčanici od dva američka dolara te na novčanici predsjedničkog dolara koje su puštene u cirkulaciju 16. kolovoza 2007. godine.
Jeffersona je zajedno s Georgeom Washingtonom, Theodoreom Rooseveltom i Abrahamom Lincolnom izabrao kipar Gutzon Borglum za svoju monumentalnu granitnu skulpturu na planini Rushmore (klesanje je odobrio tadašnji predsjednik Calvin Coolidge).

### Primarni izvori
- Appleby, Joyce; Ball, Terence, ur. 1999. Thomas Jefferson, Political Writings. Cambridge University Press. str. 623. ISBN 0-521-64051-2 Url1 Google eBook
- Jefferson, Thomas. 1999.  Edward M. Betts (ur.). Thomas Jefferson's Farm Book. Thomas Jefferson Memorial Foundation, Inc.. University of Virginia. ISBN 1-8828886-10-0 Provjerite vrijednost parametra |isbn=: length (pomoć)
- Bergh, Andrew A.; Lipscomb, Albert Ellery, ur. 1903. The Writings Of Thomas Jefferson 19 vol. Izdana pod pokroviteljstvom spomen udruge Thomasa Jeffersona iz SAD-a,. str. 494CS1 održavanje: dodatna interpunkcija (link) Url1  Arhivirana inačica izvorne stranice od 26. lipnja 2020. (Wayback Machine) Google eBook
 Bilješka: Ne toliko iscrpno i točno kao Boydovo izdanje koje ide samo do 1802. godine; ovo je TJ od rođenja do smrti. Javna domena.
- Cappon, Lester J., ur. 1988. The Adams-Jefferson Letters. Univ of North Carolina Press. str. 638. ISBN 0-8078-1807-0 Url1
- Foley, John P., ur. 1900. The Jeffersonian cyclopedia. Funk & Wagnalls company, 1900. str. 1009
The Jefferson Cyclopedia at University of Virginia; Note:TJ quotations arranged by topics  Arhivirana inačica izvorne stranice od 5. prosinca 2010. (Wayback Machine)
Google eBook (Foley)
- Jefferson, Thomas. 1984.  Peterson, Merrill Daniel (ur.). Thomas Jefferson: Writings: Autobiography / Notes on the State of Virginia / Public and Private Papers / Addresses / Letters. The Library of America. ISBN 978-0-940450-16-5 Url1 Url2 Bilješka: Postoje brojne kolekcije prvog izdanja; ovo je vjerojatno ona koju je najlakše pronaći.
- Jefferson, Thomas. Notes on the State of Virginia (1787). J.W. Randolph, 1853. str. 275 Google eBook
Bilješka: Ovo je bila jedina Jeffersonova knjiga; brojna izdanja

## Vanjske poveznice
- Thomas Jefferson: A Resource Guide u Kongresnoj knjižnici
- Thomas Jefferson Papers: An Electronic Archive u Povijesnom društvu države Massachusetts
- Kolekcija Thomasa Jeffersona u knjižnici Sveučilišta u Virginiji
- Thomas Jefferson  Arhivirana inačica izvorne stranice od 9. srpnja 2010. (Wayback Machine) u Bijeloj kući
  - Plan Thomasa Jeffersona za osnivanje Sveučilišta u Virginiji: Lekcije s travnjaka
- Monticello, dom Thomasa Jeffersona
- Poplar Forest, drugi dom Thomasa Jeffersona u Virigniji
- Papiri Thomasa Jeffersona u Avalon Project
- Djela Thomas Jefferson na Projekt Gutenbergu
- Thomas Jefferson na C-SPAN-u Američki predsjednici: Portreti
- Izvještaji stručnjaka o kontroverzama Jefferson-Hemings (2011.)  Arhivirana inačica izvorne stranice od 18. rujna 2016. (Wayback Machine)